# دهستان سرخس
سرخس، دهستانی است از توابع بخش مرکزی شهرستان سرخس در استان خراسان رضوی.
جمعیت این دهستان بر اساس سرشماری سال ۱۳۸۵ جمعیت آن (۳٬۵۱۹ خانوار) ۱۶٬۱۶۷ نفر 
می باشد.

## جُستارهای وابسته
- فهرست دهستان‌های ایران

## منبع
1. ↑  «نتایج سرشماری ایران در سال ۱۳۸۵». درگاه ملی آمار. بایگانی‌شده از روی نسخه اصلی در ۲۱ آبان ۱۳۹۲.